# 陳逸堅
陳逸堅（1966年—），台灣跨領域藝術家。

## 學歷
- 美國加州大學洛杉磯分校藝術碩士(MFA,UCLA)
- 美國加州柏克萊大學建築碩士(M Arch.UC. Berkeley)[1]，

## 獲獎
- 曾獲美國帕洛克基金會研究獎助(The Pollock-Krasner Grant)
- 曾獲加拿大國家藝術基金會研究獎助(The Canada Council For The Art)[2]

## 作品
- 台北捷運府中站"空間之詩"[3]
- 展覽"雕塑基座–陳逸堅 個展"關渡美術館[4]。